# 僕らは『読み』を間違える
『僕らは『読み』を間違える』（ぼくらは よみ をまちがえる）は、水鏡月聖による日本のライトノベル。イラストはぽりごん。が担当している。角川スニーカー文庫 (KADOKAWA) より2022年12月から刊行されている。略称は「読みえる」。第27回スニーカー大賞銀賞受賞作。
濫読家の竹久優真が著名な文学作品に対してひねくれた解釈をしながら作中で描写されていない真犯人や真相を推理する青春ミステリー。また、過去の失恋が原因で密かにヒロインから寄せられる想いに気づかないすれ違いラブコメでもあり、章ごとに文学作品をテーマにして各登場人物の視点から少年少女の恋愛模様を描く。
本作は『カクヨム』でも展開されている。書籍第1巻、第2巻それぞれの刊行に合わせて裏ストーリーや外伝ストーリーが公開されたほか、2023年4月からはショートストーリーが不定期で更新されている。2024年11月からは続刊につなげることを目的としたリブート版が公開されている。

## あらすじ
第1巻
以下、時系列順に記載する。
中学時代
黒崎大我は異性からの人気が高く、学校でもしばしば告白されていたが、相手を傷つけることを恐れてはっきりした態度を取れないことが多かった。中学2年生のころ、大我は一人で絵を描いていた葵栞に惹かれて親しくなり、恋人同然に夏を過ごす。夏休み明けに、大我は友人の木野から同じく友人である岸本への好意を打ち明けられる。しかし直後に大我は岸本から告白され、それを断ったことで2人から罵りを受ける。さらに一部始終を見ていた栞に気づかず、栞のことをよく思わない岸本から栞との関係を疑われて咄嗟に否定してしまい、大我は恋人と数少ない友人を同時に失う。
優真の友人の鳩山遥斗は文学乙女である若宮雅に好意を抱いていた。中学3年生のころ、遥斗は雅への想いを小説風に綴り、それを紙飛行機にして屋上から彼女のいる図書室のベランダを目当てに飛ばすという行為を繰り返す。しかし図書室に届いたのは、遥斗の意図を知らずに真似をして優真が飛ばした紙飛行機だった。優真は紙飛行機を回収しに行った図書室で雅と言葉を交わし、彼女に好意を抱く。雅は優真が回収し忘れた紙飛行機の内容について遥斗に尋ねるが、遥斗は咄嗟にサッカー部の片岡が書いたものだと嘘をつき失恋する。
優真は偶然を装いながら図書室に通って雅と親しくなり、それまで興味がなかった文学にものめり込むようになる。夏休みになり、優真は栞に会うために市立図書館に通って読書と勉強に取り組む。ある日、受験勉強のために同じく図書館に通っていた笹葉更紗は、遠目に気になっていた優真から雅と間違われて声をかけられる。更紗は優真の読む本が気になり、同じ本を借りて耽美主義な文章を読むにつれて優真に惹かれていく。優真がよく消しゴムを無くすことを把握していた更紗は、腹に「あなたのことが好きです」と綴りキャップで隠した消しゴムを優真に送る。しかし、消しゴムを無くすたびに雅から借りていた優真は、発見したメッセージを雅からのものだと勘違いする。
受験で失敗し、雅と同じ白明高校に通うことが叶わなくなった優真は卒業式の日に雅に告白するが、雅からは片岡のことが好きだと告げられて玉砕する。
高校1年4月
優真は芸文館高校の入学初日に遅刻しかけ、通学路で同じく遅刻しそうになっていた宗像瀬奈と出会う。優真と同じクラスになった大我は、遅刻したにも関わらず友達作りに焦る様子のない優真について、自分というものを持っているのだと羨み親しく接する。優真と同じく白明高校を受験し不合格になった更紗は、もう会えないと思っていた優真がクラスメイトになったことに驚き、高校デビューで外見が変わったせいか優真が自分に気づかないことをもどかしく思いながらも初対面を装い距離を縮めようとする。
更紗は春の文化祭を一緒に見て回らないかと優真を誘う。2人きりは気まずいが友人の瀬奈も連れていくと優真は瀬奈の方に関心を向けると考えた更紗は、瀬奈に当てがうつもりで大我も誘うように頼むが、それによって優真は更紗が大我に好意を抱いていると勘違いする。春の文化祭当日、集合時間より早く学校へ来た大我は、旧校舎で栞が活動していた漫画研究部を訪れる。栞に会うために芸文館高校に入学した大我は今でも変わらず好意を抱いていることを告げるが、栞からは一蹴される。午後になって優真たち4人は集合し、優真は瀬奈と入学式の日以来の再会を果たすが、瀬奈は優真を覚えていなかった。部活動を見学して回り、優真は旧校舎に興味を持つが、旧校舎の幽霊の噂を聞いていた更紗と、なるべくもう旧校舎に近づくべきではないと考えた大我とは別行動になる。優真と瀬奈が漫画研究部で栞から勧誘を受ける一方で、そうすることで前に進めると考えた大我は更紗に交際を申し込む。帰り道、瀬奈が優真に関心を抱いていることを知った更紗は、瀬奈には敵わないと考え、優真のことを忘れるつもりで大我の申し出を受け入れる。恋人になった更紗と大我に気を遣い、優真は漫画研究部に入部して2人から距離を置き、瀬奈も入部はしなかったが部室に入り浸るようになる。
現在
瀬奈は漫画研究部の部室にあったメモがきっかけで、紛失したとされていた旧校舎3階の時計台機械室の鍵を発見する。機械室にあったピアノを弾いて幽霊を演じるが、それによって漫画研究部の隣の競技かるた部が活動を停止する事態になる。瀬奈はその経緯について偶然を装って優真に再現してみせるが、優真は幽霊騒動の犯人が瀬奈であることをすぐに看破する。瀬奈から一部始終を聞いた更紗は鍵を職員室に返しに行くが、芸文館の卒業生で文芸部員だった国語教師の桜木から当時の話を聞き、桜木の先輩が鍵を管理していたことを知る。更紗は桜木の先輩が回りくどい方法で鍵を桜木に渡そうとした謎と向き合い、これまで見つからなかったメモを瀬奈が簡単に見つけたことに疑問を抱く一方で、自分の過去の失敗を思い知らされる。
夏休みになり、瀬奈は優真と更紗、大我の4人で夏祭りに行くことを提案する。祭りの前日、ショッピングモールへ浴衣を買いにきた更紗と大我は、そこで栞と優真に遭遇する。以前から優真と栞の関係を気にしていた更紗の問いに対して、栞は恋人同士だと嘘をつく。感情的になった大我は心にもない言葉で栞を貶め、それに優真が怒ったことで険悪な空気になってしまう。帰り道、大我は自分の都合で更紗の気持ちを考えていなかったことを悔やみ、他に好きな人がいることを打ち明けて更紗に別れを告げる。更紗は、やり場のない怒りを栞にぶつけそうになった自分を止めるために大我が声を上げ、そのせいで優真と大我の仲に亀裂が生じた、別れを告げられたのは自分の気持ちが大我ではない人に向いていることに気づかれたからだと誤解する。
数時間後、呼び出された優真は大我と一悶着ありながらも誤解を解き、大我の栞への好意を知る。瀬奈から幽霊騒動の顛末を教えられていた優真は、一連の犯人が栞で、今でも大我のことを気にかけているのではないかと思い至り、大我を漫画研究部に勧誘する。夜が明けて夏祭り当日、瀬奈は更紗と大我の破局を承知した上で、2人だけでも行かないかと優真を誘う。

第2巻
夏休みが明けて新学期になった。優真は漫画研究部を訪れた演劇部部長の戸部の依頼で、サインをもらうために覆面ライトノベル作家「平澤かおり」を探し始める。平澤かおりは現役美人女子高生らしく、戸部は作品内の描写から芸文館高校の生徒ではないかと推測していた。優真は更紗から、喫茶店ダディの娘で3年生の福間が平澤かおりだという噂を聞いてダディを訪れるが、福間本人に否定される。後日、店のパンフレットに掲載する写真のモデルを引き受けたという瀬奈とともに再びダディを訪れ、瀬奈との会話がきっかけで平澤かおりの正体がダディのマスターである福間の父親だと突き止め、目的を果たす。優真はサイン本を渡す際、戸部が平澤かおりの素顔として流出した先日の瀬奈の写真から、瀬奈と親しくて小説に詳しい優真こそが平澤かおりだと勘違いしていることを知るが、訂正はしなかった。
学園祭が近づき、更紗は放課後の時間をつぶすために実行委員になり、瀬奈も成り行きで密かに本物の実行委員であるクラスメイトの代理として委員会の仕事に取り組む。漫画研究部は戸部から一緒に演劇をやってほしいと頼まれる。実は演劇部は数年前まで廃部寸前だったが、現在2年生の城井の入部により活発化し、大会に出場できるまでになった。しかし、大会直前に起きた小火で衣装がダメになったことが影響し、散々な結果となった。戸部のペットボトルの水が収斂現象を起こしたことが引火の原因らしく、実質的なリーダーだった城井がボイコットしたことで演劇部は崩壊し、現在は3年生で裏方担当の脇屋と戸部の2人しか残っていなかった。
漫画研究部は演劇の話を引き受け、優真は先日から勘違いしたままの戸部に脚本も頼まれる。優真は『リア王』をベースに他のシェイクスピアの戯曲の要素も追加し、ハッピーエンドになるよう脚本を執筆していく。また、主演の大我の頼みで、リア役の大我がヒロイン・コーデリア役の栞に演劇の舞台で告白できるようにする。優真は瀬奈に準ヒロインのゴリネル役として演劇に出演するよう頼む。瀬奈は優真に秘密で軽音楽同好会のヴォーカルを担当することになり、実行委員の仕事だけでなく歌の練習もあったため、比較的台詞の少ないガートルード役を引き受け、更紗がゴリネル役になることを提案する。瀬奈が器用に立ち回る一方で、実行委員の仕事で手一杯の更紗は演劇の練習に参加できずにいたが、偶然知り合った城井の演技指導を受けて上達していく。
学園祭当日、優真が演劇部で起きた小火騒ぎの真相に気づく一方で、演劇は栞が書き換えた脚本によって優真と大我にとって予想外の結末を迎える。

## 登場人物
竹久 優真（）
本作の主人公。芸文館高校普通科1年A組の男子生徒。ひねくれた性格で、世界的な文豪の作品に対して独自の解釈をする濫読家。地の一人称は「僕」だが更紗や大我の前では「おれ」を用いるなど、相手に合わせて自分を変える付き合い方をしており、更紗からは「月みたいなやつ」と評される。
宗像 瀬奈（）
本作のヒロインの1人。芸文館高校調理科1年の女子生徒。明るく人懐っこい、太陽を連想させる美少女。小柄で日に焼けており、髪は栗色のセミロング。きつねのように目と眉をVの字にして、優真が内心で「ししっ！」とアテレコする笑顔が特徴。本はあまり読まない。オードリー・ヘップバーンに憧れ『麗しのサブリナ』の影響で調理科に進学したらしく、ヨーロッパへの留学を視野に入れている。
笹葉 更紗（）
本作のヒロインの1人。優真と同じクラスの女子生徒。瀬奈の親友。髪を明るく染めてカラーコンタクトを着用している色白の美人で、優真からは「消しゴム天使」と評される。見た目に反して文学乙女で、そのきっかけとなった優真に好意を抱いている。中学のころは黒髪で眼鏡をかけていたが、高校入学を機に瀬奈の助言で現在の容姿に変えた。
黒崎 大我（）
優真と同じクラスの男子生徒。入試成績1位で、女子からの人気が高い美男子。優真からは内心でシェイクスピア作の同名の悲劇とリア充をかけて「リア王」のあだ名を付けられている。周囲の目を気にして自分を持てないことに劣等感を抱いており、友人の優真を羨んでいる。一方で、基本的に受け身の姿勢でいる優真からは強引で自分勝手な面に好感を持たれている。中学のころから栞に好意を抱いており、彼女を裏切ったことを悔やんでいる。
葵 栞（）
芸文館高校美術科2年の女子生徒。漫画研究部の部長。優真や遥斗が雅の姿を重ねるような、黒髪で黒縁の眼鏡をかけた文学乙女らしい容姿とは裏腹に、下世話で飄々としている。BL漫画を描く腐女子で、「あみこ&つみこ」のペンネームで同人活動をしている。大我とは中学のころに親密な関係を築いたが、高校では素っ気ない態度を取る。
若宮 雅（）
白明高校の女子生徒。優真の中学3年の時のクラスメイトで、初恋の相手。黒髪でメタルフレームの眼鏡をかけた文学乙女。中学の時から同級生の片岡に好意を抱いており、高校1年の夏の時点で交際している。
鳩山 遥斗（）
東西大寺高校の男子生徒。優真の中学からの友人で、彼からつけられたあだ名は「ぽっぽ」。ライトノベルを愛読する内向的なヲタクで、優真には「三次元女子になんか興味がない」と豪語するが、中学では雅に密かに片想いしていた。栞とはコミケの同人誌販売を手伝ったことがきっかけで親しくなった。

## 作風
現実の恋愛模様と文学作品をリンクさせる内容になっている、「青春×恋愛×ミステリー」と銘打たれた群像劇。
本作の舞台は岡山県である。ただし実在するものやしないもの、過去に実在したが現在はないものなどが入り混じった架空の世界となっている。
水鏡月は本作がミステリとして扱われていることについて、意図したものではないが言われてみるとそうだと感じるとともに、戸惑いとプレッシャーを感じているという。

## 制作背景
著者の水鏡月は子どものころ、小説家になりたいと思っていたが、自分の書きたい小説がわからず、社会人になってからは読書の習慣のみ続いていたが、『涼宮ハルヒの憂鬱』に触発され、書きたかったのはこういうものだったんじゃないかと感じ執筆に至った。
当初はWeb応募のつもりで制作し、既定の文字数に納めるために削ったが削り切れなかったところ、カクヨム経由の規定ならいけるのではと思い立って応募した。一方で、1人分の登場人物とエピソードを削ったことによって割と重要な伏線が回収されなくなったり時系列に無理が生じたりしてしまったことを振り返っている。
水鏡月は構想の軸にある作品として、夏目漱石の3部作『三四郎』『それから』『門』を挙げている。

## 評価
第27回スニーカー大賞にて銀賞を受賞した。同大賞で審査員を務めた春日部タケル、長谷敏司は本作について以下のように評している。
第1巻は読書メーターの週間ランキング・ライトノベル部門において2週連続で1位になった。またラノベニュースオンラインアワードでは2022年12月刊の投票アンケートで「感動した部門」「新作総合部門」「新作部門」に選出された。
『このライトノベルがすごい！2024』では文庫部門で7位、総合新作部門で5位になった。

## 既刊一覧
- 水鏡月聖（著）、ぽりごん。（イラスト） 『僕らは『読み』を間違える』 KADOKAWA〈角川スニーカー文庫〉、既刊2巻（2023年2月1日現在）
  1. 2022年12月1日初版発行（同日発売[44]）、ISBN 978-4-04-112988-3
  2. 2023年2月1日初版発行（同日発売[45]）、ISBN 978-4-04-113385-9